# Galathea ahyongi
Galathea ahyongi  (лат.) — вид неполнохвостых десятиногих ракообразных из семейства Galatheidae.

## Распространение
Красное море, побережье Омана, глубина 0–15 м.

## Описание
Мелкие ракообразные, длина тела около 0,5 см. 2–4-й абдоминальные сомиты и переоподы зеленоватого цвета. Карапакс слегка длиннее своей и ширины. Рострум дорзовентрально сплющенный, треугольной формы с несколькими латеральными зубцами, в 1,5 раза длиннее своей ширины и равен 0,4 длины карапакса. Живут на мелководье, отмечены на Stylophora sp., Pocillopora sp. и Pavona decussata. Galathea ahyongi сходен с видами Galathea mauritiana и Galathea acis. Генетические отличия между G. ahyongi и другими близкими видами более 9,8% (COI). Вид был назван в честь карцинолога Шейна Ахионга (Shane T. Ahyong), за его крупный вклад в систематику неполнохвостых крабоидов (Anomura) и филогению десятиногих ракообразных.